# Джыламыш
Джыламы́ш (Джаламыш, Джеламыш, Джиламыш; кирг. Жыламыш) — река в Чуйской области Кыргызстана.
Река берёт начало с ледников Гюзели на северных склонах Киргизского хребта. Протекает по Чуйской долине в том числе через село Джангарач. Полностью разбирается на орошения сельскохозяйственных земель с помощью водоотводных каналов.

## Характеристики
Протяжённость русла — 41 км, площадь бассейна — 153 км², среднегодовой расход воды — 1,28 м³/с, максимальный расход — 4,54 м³/с, минимальный расход — 0,40 м³/с.